# Walter Hasenclever

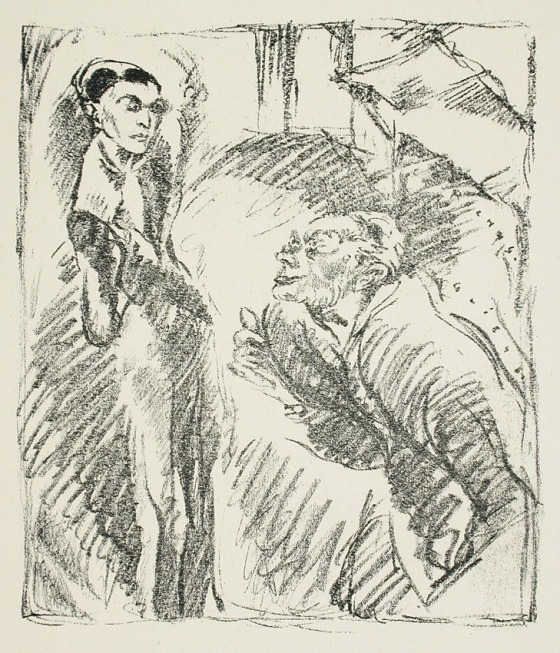
Illustratie uit Hasenclevers Der Sohn.

Walter Hasenclever (Aken, 8 juli 1890 - Aix-en-Provence, 21 juni 1940) was een Duits schrijver, dramaturg en dichter. Zijn vroege werk wordt vooral gerekend tot het expressionisme, later schreef hij veel komedies.

## Leven en werk
Hasenclever was de zoon van een arts en studeerde rechten, literatuurgeschiedenis en filosofie. Bij het begin van de Eerste Wereldoorlog meldde hij zich voor de militaire dienst, maar de ervaring aan het front maakte hem al snel tot pacifist, hetgeen hij zijn leven lang zou blijven. Door een psychische ziekte te simuleren werd hij in 1917 uit de dienst ontslagen. In die periode had hij al naam gemaakt als dichter en toneelschrijver en ontving in 1917 de Kleist-prijs.
Hasenclevers  vroege drama’s zijn  geschreven in de stijl van het expressionisme. Het meest bekend is Der Sohn (1914), waarin hij het vader-zoon conflict verbeeldt als de tegenstelling tussen twee werelden: de wereld van de plichtsvervulling in het Pruisen van Wilhelm II en de wereld van de ongebonden levensvreugde van het vroeg-expressionistische anarchisme, dat zich in die tijd sterk manifesteerde in Duitsland.
In de jaren twintig schreef Hasenclever vooral amusante komedies, waarmee hij erg succesvol was. In 1969 verscheen postuum zijn sterk autobiografische roman Irrtum und Leidenschaft.
Hasenclever was bevriend met Kurt Tucholsky.  Vanaf 1933 leefde hij in de verbanning in Frankrijk. Toen de Duitsers in 1940 Frankrijk binnenvielen werd hij geïnterneerd, waarna hij zelfmoord pleegde, nog geen 50 jaar oud.
Sinds 1998 wordt te Aken te zijner gedachtenis de tweejaarlijkse Walter-Hasenclever-Literaturpreis uitgereikt.